# Elizeu (ur. 1945)
Elizeu, właśc. Elizeu Antonio Ferreira Vinagre Godoy (ur. 17 października 1945 w Santosie) – piłkarz brazylijski, występujący na pozycji obrońcy.

## Kariera klubowa
Karierę piłkarską Elizeu rozpoczął w klubie Santos FC w 1962 roku. Z Santosem zdobył Taça Brasil, mistrzostwo stanu São Paulo – Campeonato Paulista oraz Torneio Rio - São Paulo w 1964 roku. W 1965 roku występował w São Cristóvão Rio de Janeiro, z którego przeszedł do lokalnego rywala – Fluminense FC. W 1966 roku występował w Olarii Rio de Janeiro. W 1967 roku po raz pierwszy występował w EC Bahia. Z Bahią zdobył mistrzostwo stanu Bahia – Campeonato Baiano w 1967 roku. W 1968 roku powrócił do Santosu FC, z którym zdobył kolejne mistrzostwo stanu São Paulo.
W tym samym roku wyjechał do USA do New York Generals. Po rozwiązaniu Generals powrócił do Bahii. W 1970 roku wyjechał do Europy do Anderlechtu. W 1971 roku powrócił do Bahii, z którą zdobył mistrzostwo stanu Bahia. W 1973 roku wyjechał do Portugalii do CF Os Belenenses. Ostatnim klubem karierze Elizeu była Vitória Salvador, w której zakończył karierę w 1975 roku. W Vitórii 20 sierpnia 1975 w zremisowanym 0-0 meczu z Desportivą Cariacica Elizeu zadebiutował w lidze brazylijskiej. 26 października 1975 w przegranym 1-3 meczu z Santosem FC Elizeu po raz ostatni wystąpił w lidze brazylijskiej. Ogółem w I lidze wystąpił w 14 meczach i strzelił 1 bramkę.

## Kariera reprezentacyjna
W 1964 roku Elizeu uczestniczył w Igrzyskach Olimpijskich w Tokio. Na turnieju Elizeu był podstawowym zawodnikiem i wystąpił we wszystkich trzech meczach grupowych reprezentacji Brazylii z Egiptem, Koreą Południową (dwie bramki) i Czechosłowacją.